# Synotis
 Synotis   (C.B.Clarke) C.Jeffrey & Y.L.Chen, 1984 è un genere di piante angiosperme dicotiledoni della famiglia delle Asteraceae (sottofamiglia Asteroideae).

## Etimologia
Il nome scientifico del genere è stato definito dai botanici Charles Baron Clarke (1832-1906), Charles Jeffrey (1934-2022) e Yi Ling Chen (1930-) nella pubblicazione " Kew Bulletin. Kew, England" ( Kew Bull. 39(2): 285 ) del 1984.

## Descrizione
Habitus. Le specie di questo genere hanno un habitus di tipo erbaceo perenne, oppure subarbustivo. Le superfici delle piante possono essere sia glabre che pubescenti per peli semplici.
Radici. Le radici in genere sono secondarie da rizoma e possono essere fibrose. I rizomi sono striscianti o legnosi.
Fusto. La parte aerea è eretta o rampicante o lianosa; semplice o ramosa.
Foglie. Le foglie cauline (quelle basali sono quasi inesistenti), disposte in modo alternato, sono picciolate o sessili e raccolte alla fine dei rami (le foglie sono subrosulate alla base della sinflorescenza). La forma della lamina è intera da oblunga a ellittico-ovata, oppure può essere lobata o variamente sezionata. I margini sono interi o dentati o seghettati. Le venature sono palmate, in altre pennate.
Infiorescenza. Le sinflorescenze sono composte da più capolini organizzati in formazioni corimbose o racemose. Le infiorescenze vere e proprie sono formate da un capolino terminale peduncolato (o subsessili) di tipo radiato, disciforme o discoide. Alla base dell'involucro (la struttura principale del capolino) può essere presente un calice formato da brattee fogliacee. I capolini sono formati da un involucro, con forme da cilindriche a campanulate, composto da diverse brattee, al cui interno un ricettacolo fa da base ai fiori di due tipi: quelli esterni del raggio e quelli più interni del disco. Le brattee, da 4 a 15, sono disposte in modo embricato di solito su una sola serie. Il ricettacolo è nudo (senza pagliette a protezione della base dei fiori); la forma è convessa e a volte è alveolato.
Fiori.  I fiori (fiori del raggio: 0 - 10; fiori del disco: 1 - molti) sono tetra-ciclici (formati cioè da 4 verticilli: calice – corolla – androceo – gineceo) e pentameri (calice e corolla formati da 5 elementi). Sono inoltre ermafroditi, più precisamente i fiori del raggio (quelli ligulati e zigomorfi) sono femminili; mentre quelli del disco centrale (tubulosi e actinomorfi) sono bisessuali.
- Formula fiorale:

*/x K {\displaystyle \infty }, [C (5), A (5)], G 2 (infero), achenio
- Calice: i sepali del calice sono ridotti ad una coroncina di squame.
- Corolla: nella parte inferiore i petali della corolla sono saldati insieme e formano un tubo. In particolare le corolle dei fiori del disco centrale (tubulosi) terminano con delle fauci dilatate a raggiera con cinque brevi lobi. I lobi possono avere una forma da deltoide a triangolare-ovata. Nella corolla dei fiori periferici (ligulati) il tubo si trasforma in un prolungamento da nastriforme o ligulato a filiforme o allargato, terminante più o meno con cinque dentelli. Il colore delle corolle è giallo o crema.
- Androceo: gli stami sono 5 con dei filamenti liberi. La parte basale del collare dei filamenti può essere dilatata. Le antere invece sono saldate fra di loro e formano un manicotto che circonda lo stilo. Le antere sono provviste di coda o anche minutamente auricolate; a volte sono presenti delle appendici apicali che possono avere varie forme (principalmente lanceolate). La struttura delle antere è di tipo tetrasporangiato, raramente sono bisporangiate. Il tessuto endoteciale è radiale o polarizzato. Il polline è tricolporato (tipo "helianthoid").[11]
- Gineceo: lo stilo è biforcato con due stigmi nella parte apicale. Gli stigmi sono troncati o ottusi; possono avere un ciuffo di peli radicali o in posizione centrale; possono inoltre essere ricoperti da minute papille; altre volte i peli sono di tipo penicillato. Le superfici stigmatiche sono separate.  L'ovario è infero uniloculare formato da 2 carpelli.

Frutti. I frutti sono degli acheni con pappo. La forma degli acheni è strettamente cilindrico-oblunga; la superficie è percorsa da diverse coste longitudinali e può essere glabra o talvolta pubescente. Possono essere presenti delle ali o degli ispessimenti marginali. Non sempre il carpoforo è distinguibile. Il pappo è formato da numerose setole snelle, bianche o fulve.

## Biologia
Impollinazione: l'impollinazione avviene tramite insetti (impollinazione entomogama tramite farfalle diurne e notturne).
Riproduzione: la fecondazione avviene fondamentalmente tramite l'impollinazione dei fiori (vedi sopra).
Dispersione: i semi (gli acheni) cadendo a terra sono successivamente dispersi soprattutto da insetti tipo formiche (disseminazione mirmecoria). In questo tipo di piante avviene anche un altro tipo di dispersione: zoocoria. Infatti gli uncini delle brattee dell'involucro (se presenti) si agganciano ai peli degli animali di passaggio disperdendo così anche su lunghe distanze i semi della pianta. Inoltre per merito del pappo il vento può trasportare i semi anche a distanza di alcuni chilometri (disseminazione anemocora).

## Distribuzione e habitat
Le specie di questo genere sono distribuite in Asia orientale.

## Tassonomia
La famiglia di appartenenza di questa voce (Asteraceae o Compositae, nomen conservandum) probabilmente originaria del Sud America, è la più numerosa del mondo vegetale, comprende oltre 23.000 specie distribuite su 1.535 generi, oppure 22.750 specie e 1.530 generi secondo altre fonti (una delle checklist più aggiornata elenca fino a 1.679 generi). La famiglia attualmente (2021) è divisa in 16 sottofamiglie; la sottofamiglia Asteroideae è una di queste e rappresenta l'evoluzione più recente di tutta la famiglia.

### Filogenesi
Il genere di questa voce appartiene alla sottotribù Senecioninae della tribù Senecioneae (una delle 21 tribù della sottofamiglia Asteroideae). In base ai dati filogenetici la sottotribù, all'interno della tribù, occupa il "core" della tribù e insieme alla sottotribù Othonninae forma un "gruppo fratello".
I seguenti caratteri sono indicativi per la sottotribù:
- il portamento è molto vario (erbe, arbusti, liane, epifite, alberelli o alberi);
- le foglie sono sia basali che cauline disposte in modo alternato;
- sono presenti capolini sia radiati, disciformi o discoidi;
- le antere sono tetrasporangiate, raramente bisporangiate.

La struttura della sottotribù è molto complessa e articolata (è la più numerosa della tribù con oltre 1.200 specie distribuite su un centinaio di generi) e al suo interno sono raccolti molti sottogruppi caratteristici le cui analisi sono ancora da completare.
Il genere di questa voce fa parte del seguente gruppo di generi: Cissampelopsis, Dauresia, Synotis e Mikaniopsis. Questo gruppo è caratterizzato dall'occupare nell'ambito della sottotrbù, da un punto di vista filogenetico, una posizione fortemente "basale". In particolare  Cissampelopsis e Synotis formano un "gruppo fratello" (incluso probabilmente anche Mikaniopsis) chiamato anche "Synotoid Group" (quest'ultimo gruppo insieme al genere Senecio s.str. e altri generi forma un "gruppo fratello"), mentre il genere Dauresia potrebbe essere "basale" a tutta la sottotribù. "Synotoid Group" (formato da 11 generi) è caratterizzato dalle antere munite di coda con padiglioni auricolari basali sempre sterili. Il cladogramma seguente mostra una possibile configurazione filogenetica di questi generi.
|  | \| \| Cissampelopsis \| \| \| \| \| \| Synotis \| \| \| \| \| \| (?)Mikaniopsis \| \| \| \| |
|  |                                                                                             |
|  | (gruppo di Senecio s.str.)                                                                  |
|  |                                                                                             |
|  | Cissampelopsis                                                                              |
|  |                                                                                             |
|  | Synotis                                                                                     |
|  |                                                                                             |
|  | (?)Mikaniopsis                                                                              |
|  |                                                                                             |

|  | Cissampelopsis |
|  |                |
|  | Synotis        |
|  |                |
|  | (?)Mikaniopsis |
|  |                |

|  | \| \| Cissampelopsis \| \| \| \| \| \| Synotis \| \| \| \| \| \| (?)Mikaniopsis \| \| \| \| |
|  |                                                                                             |
|  | (gruppo di Senecio s.str.)                                                                  |
|  |                                                                                             |
|  | Cissampelopsis                                                                              |
|  |                                                                                             |
|  | Synotis                                                                                     |
|  |                                                                                             |
|  | (?)Mikaniopsis                                                                              |
|  |                                                                                             |

|  | Cissampelopsis |
|  |                |
|  | Synotis        |
|  |                |
|  | (?)Mikaniopsis |
|  |                |

I caratteri distintivi per le specie del genere  Synotis sono:
- il portamento delle specie è arbustivo e subarbustivo;
- le antere sono auricolate;
- le aree stigmatiche dello stilo sono decisamente separate;
- l'area di origine del genere è l'Asia sud-orientale.

Il genere è diviso in due sezioni ben distinte e cinque serie.
Il numero cromosomico della specie è: 2n = 20, 36 e 40.

### Elenco delle specie
Questo genere ha 60 specie:
A
- Synotis acuminata (Wall. ex DC.) C.Jeffrey & Y.L.Chen
- Synotis ainsliaeifolia  C.Jeffrey & Y.L.Chen
- Synotis alata (Wall. ex DC.) C.Jeffrey & Y.L.Chen
- Synotis atractylidifolia (Ling) C.Jeffrey & Y.L.Chen
- Synotis auriculata  C.Jeffrey & Y.L.Chen
- Synotis austroyunnanensis  C.Jeffrey & Y.L.Chen

B
- Synotis baoshanensis  M.Tang & Q.E.Yang
- Synotis bhot (C.B.Clarke) C.Jeffrey & Y.L.Chen
- Synotis birmanica  C.Jeffrey & Y.L.Chen
- Synotis borii (Raizada) R.Mathur
- Synotis brevipappa  C.Jeffrey & Y.L.Chen
- Synotis brunneovillosa (Kitam.) C.Jeffrey & Y.L.Chen

C
- Synotis calocephala  C.Jeffrey & Y.L.Chen
- Synotis cappa (Buch.-Ham. ex D.Don) C.Jeffrey & Y.L.Chen
- Synotis cavaleriei (H.Lév.) C.Jeffrey & Y.L.Chen
- Synotis changiana  Y.L.Chen
- Synotis chenopodiifolia (DC.) M.Tang, C.Ren & Q.E.Yang
- Synotis chingiana  C.Jeffrey & Y.L.Chen

D E F
- Synotis duclouxii (Dunn) C.Jeffrey & Y.L.Chen
- Synotis erythropappa (Bureau & Franch.) C.Jeffrey & Y.L.Chen
- Synotis fulvipes (Ling) C.Jeffrey & Y.L.Chen

G
- Synotis glomerata  C.Jeffrey & Y.L.Chen
- Synotis guizhouensis  C.Jeffrey & Y.L.Chen

H J K
- Synotis hieraciifolia (H.Lév.) C.Jeffrey & Y.L.Chen
- Synotis jinshajiangensis  M.Tang
- Synotis jowaiensis (N.P.Balakr.) R.Mathur
- Synotis karelinioides (C.Winkl.) C.Ren, Lazkov & I.D.Illar.
- Synotis kunthiana (Wall. ex DC.) C.Jeffrey & Y.L.Chen

L M
- Synotis lucorum (Franch.) C.Jeffrey & Y.L.Chen
- Synotis lushaensis (C.E.C.Fisch.) C.Jeffrey & Y.L.Chen
- Synotis managensis  S.Joshi, K.Shrestha & Bajrach.
- Synotis muliensis  Y.L.Chen

N O
- Synotis nagensium (C.B.Clarke) C.Jeffrey & Y.L.Chen
- Synotis nayongensis  C.Jeffrey & Y.L.Chen
- Synotis otophylla  Y.L.Chen

P
- Synotis palmatisecta  Y.L.Chen & J.D.Liu
- Synotis panduriformis  C.Jeffrey & Y.L.Chen
- Synotis panzhouensis  M.Tang & H.L.Zheng
- Synotis penninervis (H.Koyama) T.J.Tong, M.Tang, C.Ren & Q.E.Yang
- Synotis pentantha (Merr.) M.Tang, C.Ren & Q.E.Yang
- Synotis phupeakensis  H.Koyama
- Synotis pseudoalata (C.C.Chang) C.Jeffrey & Y.L.Chen

R
- Synotis reniformis  Y.L.Chen
- Synotis rhabdos (C.B.Clarke) C.Jeffrey & Y.L.Chen
- Synotis rufinervis (DC.) C.Jeffrey & Y.L.Chen

S
- Synotis saluenensis (Diels) C.Jeffrey & Y.L.Chen
- Synotis sciatrephes (W.W.Sm.) C.Jeffrey & Y.L.Chen
- Synotis setchuenensis (Franch.) C.Jeffrey & Y.L.Chen
- Synotis simonsii (C.B.Clarke) C.Jeffrey & Y.L.Chen
- Synotis sinica (Diels) C.Jeffrey & Y.L.Chen
- Synotis solidaginea (Hand.-Mazz.) C.Jeffrey & Y.L.Chen

T V
- Synotis tetrantha (DC.) C.Jeffrey & Y.L.Chen
- Synotis triligulata (Buch.-Ham. ex D.Don) C.Jeffrey & Y.L.Chen
- Synotis vagans (Wall. ex DC.) C.Jeffrey & Y.L.Chen
- Synotis vaniotii (H.Lév.) C.Jeffrey & Y.L.Chen

W X Y
- Synotis wallichii (DC.) C.Jeffrey & Y.L.Chen
- Synotis xantholeuca (Hand.-Mazz.) C.Jeffrey & Y.L.Chen
- Synotis xinningensis  M.Tang & Q.E.Yang
- Synotis yakoensis (Jeffrey ex Diels) C.Jeffrey & Y.L.Chen
- Synotis yui  C.Jeffrey & Y.L.Chen